# Leonard Buczkowski

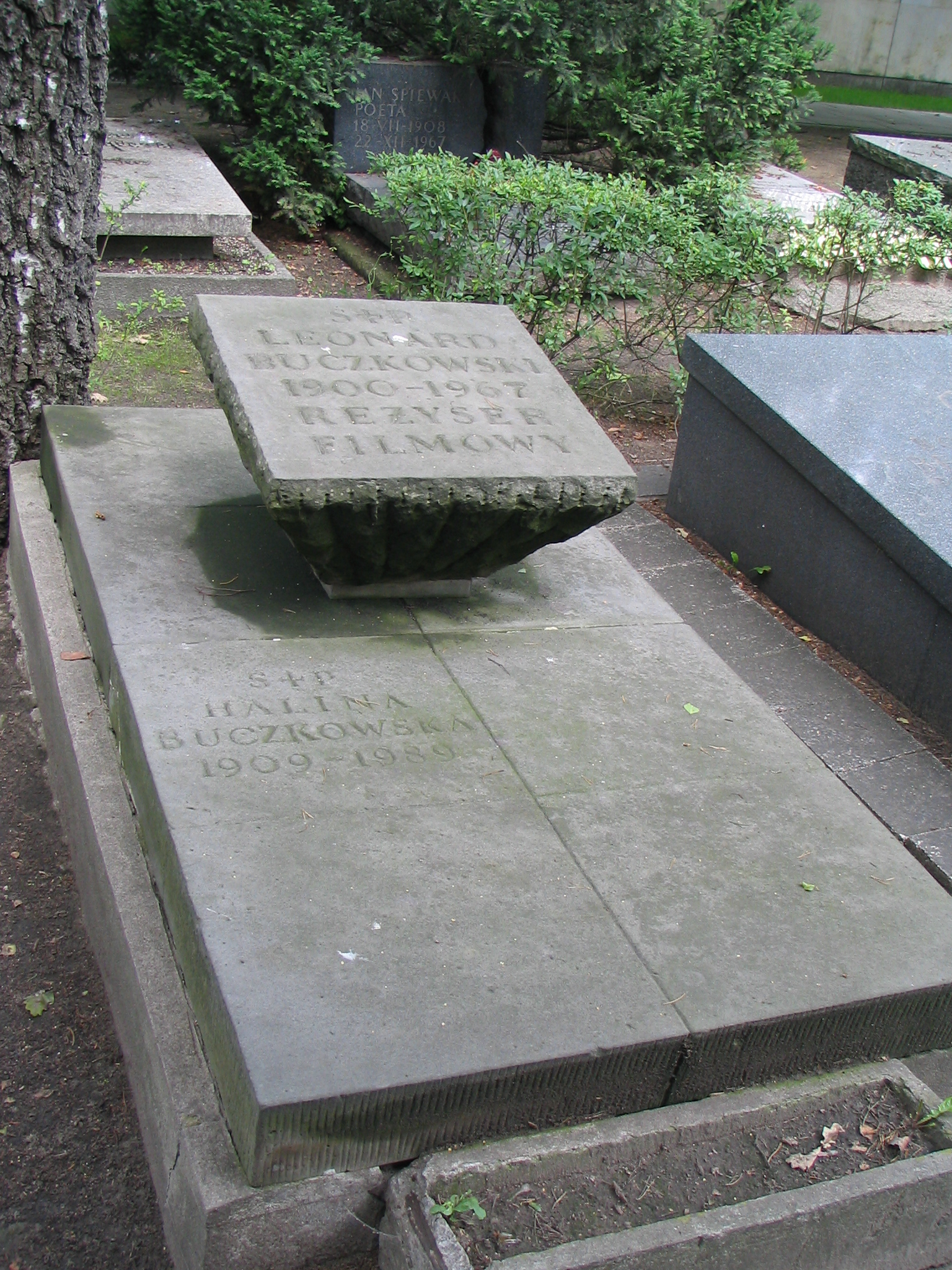
Túmulo de Buczkowski.

Leonard Buczkowski (Varsóvia, 5 de agosto de 1900 - Varsóvia, 19 de fevereiro de 1967) foi um diretor e roteirista de cinema polonês. Ele dirigiu o filme Zakazane piosenki.